# Andrea Gabriella Kapsaski
Andrea Gabriella Kapsaski (* 31. Dezember 1956 in Heidelberg) ist eine griechische Schauspielerin, Filmproduzentin, Lyrikerin und Übersetzerin.
Die Tochter des Filmproduzenten, Lyrikers und Übersetzers Sokrates Kapsaskis wurde mit Filmen wie I apeili tis Mormonas (1984),  My Head Hurts (2000) und Spidarlings (2016) bekannt. Mit Kostas Mazanis schrieb und produzierte sie 1981–82 die Rundfunkserie Europe between the Wars. Von 1998 bis 2002 leitete sie das Antitheatro in Athen. Außerdem ist sie Mitbegründerin und Geschäftsführerin der Après Vague Productions. Eine Sammlung von Gedichten Miltos Sachtouris’ erschien 1990 in ihrer Übersetzung in deutscher Sprache. 2000 erschien in Athen ihr erster Gedichtband Avti i grigori fthora tis sarkas. Kapsaki ist die Mutter der Regisseurin Selene Kapsaski und der Schauspielerin Rahel Kapsaski sowie die Cousine des Regisseurs Spiros Kapsaskis.

## Quelle
- Andrea Gabriella Kapsaski bei IMDb

| Personendaten    | Personendaten                                                           |
| ---------------- | ----------------------------------------------------------------------- |
| NAME             | Kapsaski, Andrea Gabriella                                              |
| KURZBESCHREIBUNG | griechische Schauspielerin, Filmproduzentin, Lyrikerin und Übersetzerin |
| GEBURTSDATUM     | 31. Dezember 1956                                                       |
| GEBURTSORT       | Heidelberg                                                              |